# 医博士
医博士（いはかせ）は、律令制下における官職。宮内省の被官である典薬寮に所属した。

## 概要
「医博士」の語が現れるのは『日本書紀』欽明天皇14年6月条・15年2月条が初見であるが、これは百済より貢納されたものであり、日本の官制とは異なっている。しかし、天武天皇4年（675年）正月条には「外薬寮」（のちの典薬寮にあたる）が現れており、天武・持統朝にはのちの典薬寮に相当する官制が定まっていたものと推定される。
定員は1名、相当位は正七位下であり、典薬寮所属の諸博士の中では一番高い地位にある。医師十人の中より学識・経験の優れたものが任命され、諸々の薬方（やくほう、薬の処方）・脈経（みゃくぎょう、医学書）を医生らに教授することがその職掌であり、また女医博士ができるまでは、官婢中より採用した女医30人に産科学を口授することも担当していた。医生・女医ともに毎月1回考試を行うことになっていた。位禄・季禄のほかに、各医生より入学時に束脩（布一端）を受け、延暦10年（791年）2月18日の格によると、時期は不明だが、職田4町が支給されたことが分かっている。